# باب الساعات
باب الساعات اسم أحد أبواب دمشق الذي أُدخل منه سبايا أهل البيت ومعهم رأس الحسين، في حين كان الناس مبتهجين ويقرعون الطبول ويرقصون فرحاً. وهو أحد الأبواب الشرقية لمدينة دمشق و ينتهي إليه طريق حلب والكوفة. فحينما وصل سبايا أهل البيت إلى هذا الباب -باب الساعات(يرى البعض أن سبب هذه التسمية هو وجود ساعة خاصة فوقه و لیس ذلک بصحیح. [نفس المهموم:241])- توقفت القافلة عنده لعدة ساعات بسبب شدة الازدحام إضافة إلى الاستعراض الذي كان يقوم به الجيش الأموي، ولذا أطلق الشيعة على هذا الباب اسم باب الساعات، ويسمى هذا الباب حاليا باسم ((باب توما))، ولا زالت بعض آثار البوابة باقية إلى اليوم ويقع باب توما في الوقت الحاضر في محلّة يسكنها المسيحيون بمدينة دمشق.